# Torricelligebergte
Het Torricelligebergte is een bergketen in het noordwesten van Papoea-Nieuw-Guinea in de provincie Sandaun. De hoogste top is 1650 m boven zeeniveau. Het gebergte wordt ten noorden door de Grote Oceaan begrensd en ten zuiden ligt het stroomgebied van de rivier de Sepik. De berghellingen die boven de 1000 m liggen behoren tot de ecoregio montaan tropisch regenwoud of nevelwoud. Onder de 1000 m bevindt zich tropisch regenwoud en oerbos met zoetwatermoerassen.
Hier leven ernstig bedreigde diersoorten zoals de  boomkangoeroes Dendrolagus scottae en Dendrolagus pulcherrimus. Verder is er het leefgebied van de in 1981 ontdekte, ook ernstig bedreigde, buideleekhoorn Petaurus abidi.